# Festival cinematografico internazionale di Mosca 1983
La 13ª edizione del Festival cinematografico internazionale di Mosca si è svolta a Mosca dal 7 al 21 luglio 1983.
Il Grand Prix fu assegnato al film nicaraguense Alsino e il condor diretto da Miguel Littín, al film marocchino Amok diretto da Souhel Ben Barka e al film sovietico Vassa diretto da Gleb Panfilov.

## Giuria
- Stanislav Rostockij ( Unione Sovietica - Presidente della Giuria)
- Maya-Gozel Aimedova ( Unione Sovietica)
- Vladimir Baskakov ( Unione Sovietica)
- Blanca Guerra ( Messico)
- Cesare Zavattini ( Italia)
- Jacques Duqeau-Rupp ( Francia)
- Stanisław Mikulski ( Polonia)
- Ulyses Petit de Murat ( Argentina)
- Ion Popescu-Gopo ( Romania)
- Dusan Roll ( Cecoslovacchia)
- Alimata Salambere ( Alto Volta)
- Mrinal Sen ( India)
- Georgi Stoyanov ( Bulgaria)
- Pham Nguoc Truong ( Vietnam)
- Theo Hinz ( Germania)

## Film in competizione
| Film                                                   | Regista                      | Nazione                              |
| ------------------------------------------------------ | ---------------------------- | ------------------------------------ |
| Alsino e il condor (Alsino y el condor)                | Miguel Littín                | Nicaragua, Cuba, Messico, Costa Rica |
| Amok                                                   | Souheil Ben-Barka            | Marocco, Guinea, Senegal             |
| Matlosa                                                | Villi Hermann                | Svizzera                             |
| Al-mas' Ala Al-Kubra                                   | Mohamed Shukri Jameel        | Iraq, Regno Unito                    |
| Ve noi gio cat                                         | Hui Thanh                    | Vietnam                              |
| Vassa                                                  | Gleb Panfilov                | URSS                                 |
| El escarabajo                                          | Lisandro Duque Naranjo       | Colombia                             |
| Întoarcerea din iad                                    | Nicolae Mărgineanu           | Romania                              |
| Pastorale heroica                                      | Henryk Bielski               | Polonia                              |
| Kieselsteine                                           | Lukas Stepanik               | Austria                              |
| I diavoli in giardino (Demonios en el jardín)          | Manuel Gutiérrez Aragón      | Spagna                               |
| Doktor Faustus                                         | Franz Seitz                  | Germania Ovest                       |
| Ademloos                                               | Mady Saks                    | Paesi Bassi                          |
| Miris dunja                                            | Mirza Idrizović              | Jugoslavia                           |
| Zappa                                                  | Bille August                 | Danimarca                            |
| Winter of Our Dreams                                   | John Duigan                  | Australia                            |
| Hiver 60                                               | Thierry Michel               | Belgio                               |
| I ragazzi della 56ª strada (The Outsiders)             | Francis Ford Coppola         | USA                                  |
| Jon                                                    | Jaakko Pyhälä                | Finlandia                            |
| Mi socio                                               | Paolo Agazzi                 | Bolivia                              |
| Allevava cavalli sul cemento (...pasla kone na betone) | Štefan Uher                  | Cecoslovacchia                       |
| Nelisita                                               | Ruy Duarte de Carvalho       | Angola                               |
| Hatásvadászok                                          | Miklós Szurdi                | Ungheria                             |
| I miserabili (Les misérables)                          | Robert Hossein               | Francia                              |
| To tragoudi tis epistrofis                             | Yannis Smaragdis             | Grecia                               |
| Five Fingers of One Hand                               | I. Hyamgavaa e B. Baljinniam | Mongolia                             |
| Ravnovesie                                             | Lyudmil Kirkov               | Bulgaria                             |
| Furusato                                               | Seijirō Kōyama               | Giappone                             |
| La rosa de los vientos                                 | Patricio Guzmán              | Cuba, Spagna, Venezuela              |
| El arreglio                                            | Fernando Ayala               | Argentina                            |
| Ezhavathu Manithan                                     | K. Hariharan                 | India                                |
| Sargento Getúlio \|                                    | Hermanno Penna               | Brasile                              |
| El guerrillero del norte                               | Francisco Guerrero           | Messico                              |
| Moissons d'acier                                       | Ghaouti Bendedouche          | Algeria                              |
| Bonheur d'occasion                                     | Claude Fournier              | Canada                               |
| Dhil al ardh                                           | Taieb Louhichi               | Tunisia, Francia                     |
| Xizhao jie                                             | Wang Haowei                  | Cina                                 |
| El harrif                                              | Mohamed Khan                 | Egitto                               |
| Frances                                                | Graeme Clifford              | USA, Regno Unito                     |
| Målaren                                                | Göran du Rées                | Svezia                               |
| Zille und ick                                          | Werner W. Wallroth           | Germania Est                         |
| Io so che tu sai che io so                             | Alberto Sordi                | Italia                               |

## Premi
- Premio d'Oro:
  - Amok, regia di Souheil Ben-Barka
  - Alsino e il condor, regia di Miguel Littín
  - Vassa, regia di Gleb Panfilov
- Premi Speciale - Per il contributo nel cinema:
  - Alberto Sordi per Io so che tu sai che io so
  - Robert Hossein per I miserabili
- Premi d'Argento:
  - Ravnovesie, regia di Lyudmil Kirkov
  - Doktor Faustus, regia di Franz Seitz
  - Allevava cavalli sul cemento, regia di Štefan Uher
- Premi:
  - Miglior Attore: Wirgiliusz Gryń per Pastorale heroica
  - Miglior Attore: Yoshi Katō per Furusato
  - Miglior Attrice: Judy Davis per Winter of Our Dreams
  - Miglior Attrice: Jessica Lange per Frances
  - Dhil al ardh, regia di Taieb Louhichi
- Diploma Speciale:
  - El arreglio, regia di  Fernando Ayala
  - Five Fingers of One Hand, regia di I. Hyamgavaa e B. Baljinniam
  - Întoarcerea din iad, regia di Nicolae Mărgineanu
- Premio FIPRESCI:
  - Demonios en el jardín, regia di Manuel Gutiérrez Aragón
  - Senza testimoni, regia di Nikita Michalkov